# Ormiscodes perdix
Ormiscodes perdix is een vlinder uit de familie van de nachtpauwogen (Saturniidae). De wetenschappelijke naam van de soort is voor het eerst geldig gepubliceerd in 1886 door Maassen & Weymer.